# Castello Arabo Normanno
(Al-Idrisi, geografo arabo)
Il castello a mare, noto come castello arabo normanno, è una fortificazione che sorge nei pressi della marina di Castellammare del Golfo, un tempo emporio della città di Segesta.
Fino agli anni 80 del XX secolo era attorniato dal mare e lo specchio di mare antistante la torre era chiamato "vasca della regina" per indicare una vasca naturale delimitata da scogli, che la leggenda vuole fosse in uso alla regina del castello..
Il castello è il simbolo della cittadina del golfo, ma anche dell'isola intera; esso è infatti testimone e testimonianza di tutte le popolazioni che negli ultimi dieci secoli hanno attraversato la Sicilia.

## Storia

antica foto del castello visto dal mare

L’edificazione del Castello a mare viene attribuita agli Arabi intorno al X secolo, eretto sui resti di antiche fortificazioni. Venne costruito su un contrafforte collegato alla terraferma da un ponte levatoio. Successivamente fu ampliato dai Normanni per diventare successivamente una fortezza sveva. Furono appunto gli Svevi a cingerlo con le mura e ad innalzare le torri.
Dopo diverse battaglie tra Aragonesi e Angioini, nel 1314 sono questi ultimi ad impossessarsi della fortezza. Due anni dopo gli Aragonesi ripresero il sopravvento e si impossessarono del castello di cui distrussero parte delle fortificazioni e una torre.
Negli anni a venire il castello venne ricostruito tanto che fonti storiche lo descrivono con due torri merlate, una denominata “di San Giorgio” e la seconda “della campana”. Nel 1537 venne costruita una terza torre detta “il Baluardo”. Nel 1587 fu completata la seconda cinta muraria con 3 porte d’accesso e il ponte levatoio venne sostituito con quello in muratura che possiamo vedere tutt’oggi.

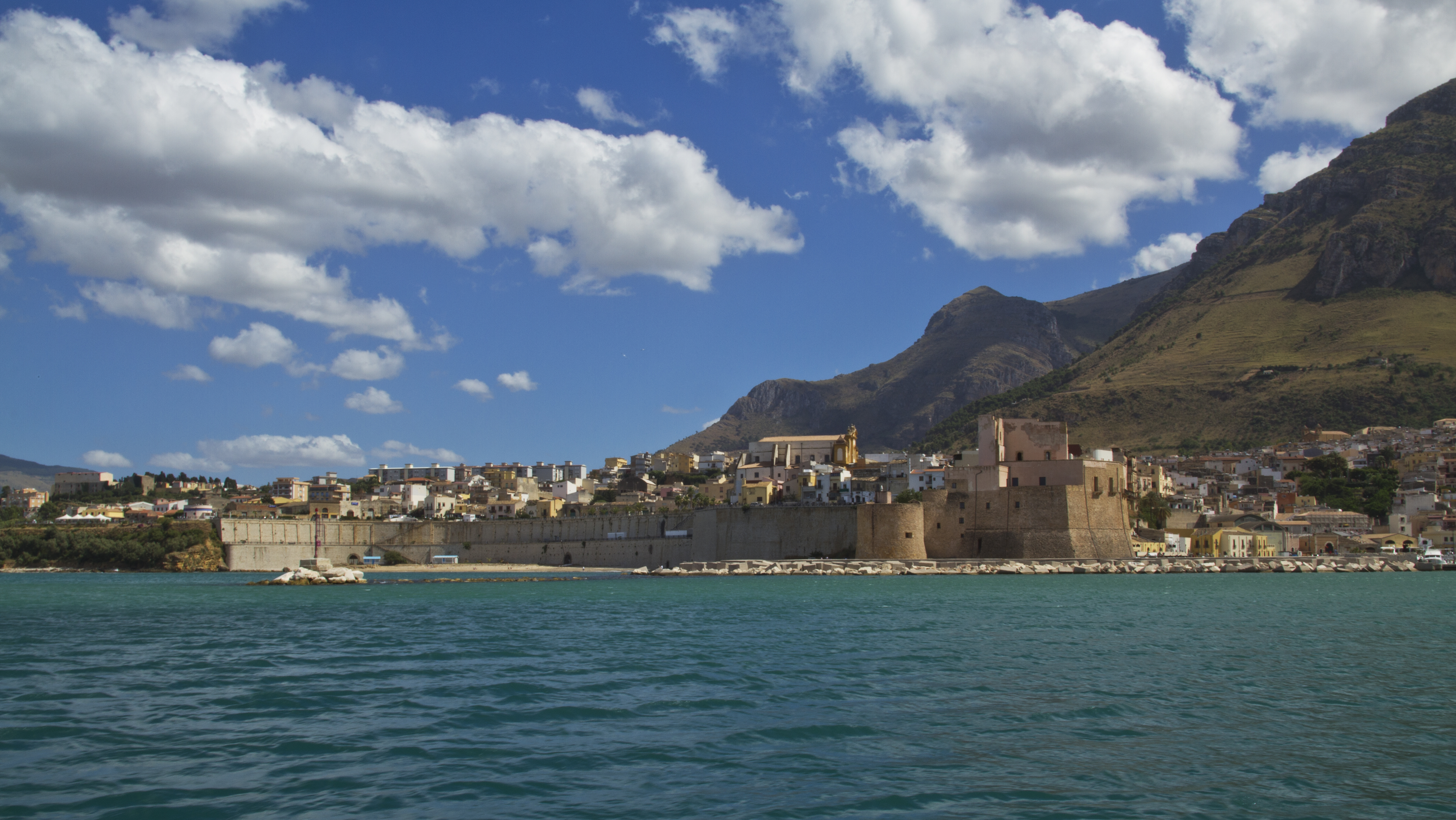
Veduta del castello a mare con l'area attigua

Pietro II d'Aragona lo assegnò a Raimondo di Peralta e da questi passò agli eredi Guglielmo e Nicolò. Fu in seguito proprietà di Pietro Spadafora Ruffo, che lo lasciò come dote alla figlia, divenendo quindi proprietà di Sigismondo di Luna. 
Nel 1560 Pietro de Luna, era il signore del castello.
Dopo una serie successiva di passaggi ritornò alla fine del Cinquecento alla famiglia Luna. Nel 1649 fu venduto a Francesca Balsamo Aragona principessa di Roccafiorita. Nell'800 la struttura divenne una prigione.
Ultimo proprietario del castello, l'avvocato Giuseppe Cassarà.(vedere libro del 1926,Le vie d'Italia turismo nazionale, movimento dei forestieri. Página 1006... Cassarà ... si è nobilmente ...sforzato di far rivivere , eseguendo scavi , scoprendo sotterranei , effettuando restauri .
Oggi è di proprietà pubblica e ospita al suo interno un polo museale comunale che si snoda in un percorso denominato "La Memoria del Mediterraneo" che comprende quatt...ro sezioni: il Museo dell'Acqua e dei Mulini, il Museo delle Attività Produttive, il Museo Archeologico e il Museo delle Attività Marinare.